# Заханауа (Прахова)
Заханауа (рум. Zahanaua) насеље је у Румунији у округу Прахова у општини Таргшору Веки. Oпштина се налази на надморској висини од 157 m.

## Становништво
Према подацима из 2002. године у насељу је живело 197 становника, од којих су сви румунске националности.